# Spoorlijn Boden - Haparanda
De spoorlijn Boden - Haparanda, ook wel Haparandabanan genoemd, is een spoorlijn in het noorden van Zweden in de provincie Norrbottens län. De lijn loopt van Boden naar Haparanda en van daaruit gaat het traject verder naar Tornio in Finland. Deze spoorlijn werd tussen 1992 en 2021 uitsluitend voor goederenvervoer gebruikt.

## Nieuwbouw
Eind jaren 90 werd gekeken of de lijn nieuw leven ingeblazen kon worden. In Noorwegen is een spoorlijn/bootlijn op touw gezet tussen Mo i Rana en Narvik. Via de Ertsspoorlijn kunnen dan goederen verplaatst worden naar Boden en Luleå. De exploitant van de mijnen rondom Kiruna en Malmberget wil naast een haven in Luleå, Narvik ook de mogelijkheid hebben om verschepen via het Finse Oulu. Om dat traject mogelijk te maken moesten er een aantal aanpassingen plaatsvinden op de oude Haparandalijn. Vraag was of het nieuwe veel zwaardere goederenvervoer nog wel over het oude spoor kon. 
In 2012 is een nieuw traject van 42 kilometer langs de kust tussen Kalix en Haparanda aangelegd. De oude route via Karungi kwam toen te vervallen. Tevens is de lijn volledig geëlektrificeerd.
Sinds 1 april 2021 rijdt er weer drie keer per dag een reizigerstrein over het (nieuwe) traject. Deze treinen stoppen onderweg alleen in Kalix.

## Bron
- nieuwbouw: kaart met nieuw traject[dode link]